# María Teresa Mora Iturralde
María Teresa Mora Iturralde (La Habana, 15 de octubre de 1902 - Ibidem, 3 de octubre de 1980) fue una Maestro Internacional Femenino de ajedrez cubana.
Fue una niña prodigio en varios campos, entre ellos el ajedrez. Recibió clases del campeón mundial José Raúl Capablanca.

## Palmarés
Fue la primera y única mujer en vencer el Campeonato de Cuba de ajedrez absoluto en 1922, en aquel entonces llamada Copa Dewar en el Club de ajedrez de La Habana.
Fue campeona de Cuba femenina desde el año 1938 hasta que se retiró de las competiciones ajedrecística en 1960.
Participó representando a Cuba en dos Campeonato Mundial Femenino de ajedrez en 1939 en Buenos Aires, resultado clasificada en 7/8 sobre 20 participantes, donde triunfó la ajedrecista Vera Menchik y en 1949/50 en Moscú, resultado clasificada en 10/11 sobre 16 participantes, donde triunfó la ajedrecista Liudmila Rudenko.
Recibió de la Federación Internacional de Ajedrez, en 1950, el título de Maestro Internacional Femenino de ajedrez, la primera cubana e hispanoamericana.